# نيك كاسافيتس
نيك كاسافيتس (بالإنجليزية: Nick Cassavetes)‏ مواليد 21 مايو 1959 في نيويورك، الولايات المتحدة، هو ممثل ومخرج وكاتب سيناريو أمريكي بدأ مسيرته الفنية سنة 1970. كما أنه من الفائزين بجائزة إيمي حيث فاز بجائزة إيمي داي تايم.

## الأعمال
- غضب الأعمى
- الوجه المخلوع
- دفتر الملاحظات
- الكلب ألفا
- ماي سيستر كيبر
- المرأة الأخرى

## روابط خارجية
- نيك كاسافيتس على موقع IMDb (الإنجليزية)
- نيك كاسافيتس على موقع روتن توميتوز (الإنجليزية)
- نيك كاسافيتس على موقع مونزينجر (الألمانية)
- نيك كاسافيتس على موقع ألو سيني (الفرنسية)
- نيك كاسافيتس على موقع ميوزك برينز (الإنجليزية)
- نيك كاسافيتس على موقع أول موفي (الإنجليزية)
- نيك كاسافيتس على موقع بوكس أوفيس موجو (الإنجليزية)
- نيك كاسافيتس على موقع قاعدة بيانات الأفلام السويدية (السويدية)
- نيك كاسافيتس على موقع إن إن دي بي (الإنجليزية)
- نيك كاسافيتس على موقع ديسكوغز (الإنجليزية)